# 25-я стрелковая дивизия (1-го формирования)
Не путать с 25-й стрелковой дивизией формирования 1943 года
Не путать с 25-й гвардейской стрелковой дивизией
25-я стрелко́вая диви́зия — воинское соединение РККА в период Гражданской и Великой Отечественной войн.

## Полное наименование
25-я стрелковая Чапаевская ордена Ленина Краснознамённая дивизия

## История

В. И. Чапаев (в центре) и командиры его полков А. В. Бубенец (слева) и И. С. Кутяков («Елань»).

Культпросветотдел 25 стрелковой дивизии в 1919 г. Кружками обведены лица комиссара дивизии Дмитрия Фурманова и заведующей культпросветотделом Анны Стешенко-Фурмановой

Сформирована в городе Николаевск, ныне Пугачёв из добровольцев под наименованием дивизии Николаевских полков, с 21 сентября 1918 года — 1-я Николаевская советская пехотная дивизия, с 25 сентября 1918 года — 1-я Самарская пехотная дивизия, с 19 ноября 1918 года — 25-я стрелковая дивизия, с 4 октября 1919 года — 25-я стрелковая имени В. И. Чапаева дивизия.
Участвовала в боях на Восточном и Юго-Западном фронтах Гражданской войны. 
Существует высказываемое в основном сторонниками "белой" точки зрения мнение, будто, при Чапаевской дивизии «для повышения наступательного порыва» были созданы заградотряды (после окончания гражданской войны об этих заградительных формированиях и их роли в «укреплении Красной армии» в советской печати умалчивалось, информация об этом не разглашалась до середины 1990-х гг.). По словам офицеров белой армии, это было нововведение — заградотряды появились впервые именно на Восточном фронте РККА, где действовала Чапаевская дивизия. Якобы формировали такие группы из бывших военнопленных австро-венгров, латышей, мадьяр, китайцев, и других воинов-интернационалистов. Венгры из Интернационального полка 25-й стрелковой дивизии, вероятно, были последними, кто переправлял умирающего Чапаева на плоту через Урал, они же похоронили начдива, закопав его тело руками в прибрежном песке. В советской и постсоветской документальной литературе местами можно встретить, что «в Чапаевской дивизии воевало много интернационалистов — венгров, чехов, сербов, поляков, немцев, австрийцев, китайцев»,. Такие формирования являлись составной частью Красной Армии, не имея отдельного юридического статуса. При этом за так называемый "заградотряд" выдается 222-й стрелковый Самарский интернациональный полк 25-й стрелковой (Чапаевской) дивизии (командиры — С. Е. Мальцев, М. Ф. Букштынович). Подчинялись воины-интернационалисты 25-й дивизии не начдиву Чапаеву, а комиссару П. С. Батурину (в свою очередь подчинявшемуся Члену Ревсовета П. И. Баранову — помощнику заведующего политотделом Южной группы Восточного фронта), принимавший участие в боях в качестве обычной стрелковой части. Документальных сведений о выполнении 222-м стрелковым полком функций "заградотряда" в исторической научной литературе не имеется.
Подобная позиция игнорирует факт наличия в противостоявших 25-й стрелковой дивизии частей Чехословацкого корпуса, организационно не входивших в состав войск Колчака и подчинявшихся французскому командованию.
С 21 апреля по 27 мая 1922 года дивизия входила в состав Юго-Западного военного округа.
В сентябре 1939 года дивизия участвовала в польском походе в составе войск Украинского фронта. С 17 октября 1939 года 25-я стрелковая дивизия входила в состав Харьковского военного округа.
С апреля 1940 года дислоцировалась в Запорожье (ОдВО). В июне — июле 1940 года участвовала в бессарабском походе в составе 35-го стрелкового корпуса 9-й армии Южного фронта.
В период Великой Отечественной войны участвовала в обороне Одессы и обороне Севастополя. Бойцы дивизии, оставшиеся в осаждённом Севастополе, утопили знамёна своих частей в Чёрном море, дабы те не достались гитлеровцам. Ввиду потери знамени дивизия 30 июля 1942 года была расформирована.

### Период Гражданской войны

#### 1918 год
Дивизия сформирована 30 июля 1918 года в городе Николаевск (ныне Пугачёв) (Поволжье) из красногвардейских отрядов как дивизия Николаевских полков. С 21 сентября 1918 года именовалась 1-й Николаевской советской пехотной дивизией, с 25 сентября 1918 года — 1-й Самарской пехотной дивизией, с 19 ноября 1918 года — 25-й стрелковой дивизией, с 4 октября 1919 года — 25-й стрелковой им. В. И. Чапаева дивизией.
В 1918 — начале 1919 года вела бои с Народной армией, чехословаками и уральскими казаками в Заволжье. 7 октября 1918 года заняла Самару, 24 января 1919 года — Уральск, 11 марта 1919 года — Лбищенск.

#### 1919 год
Участвовала в Бугурусланской, Белебейской и Уфимской операциях 1919 года.
В июле была вновь направлена на фронт против уральских казаков, где в сентябре её штаб был разгромлен в Лбищенской операции Уральской армии, а её руководство во главе с Чапаевым погибло в боях.

#### 1920 год
5 января дивизия заняла Гурьев. В мае 1920 года в связи с активизацией боевых действий на советско-польском фронте была переброшена на Юго-Западный фронт, участвовала в Киевской операции 1920 года. В августе 1920 года захватила Ковель, затем вела бои на реке Западный Буг.
Часть дивизии отказалась подчиняться большевикам и в июле приняла участие в восстании Сапожкова, охватившем Среднее Поволжье.
В октябре 1920 — апреле 1921 года действовала в юго-западных губерниях России против разнородных антибольшевистских военизированных формирований.
За боевые заслуги в Гражданской войне награждена Почётным революционным Красным Знаменем (1928 год) и орденом Ленина (1933 год). 9 полков дивизии и 25-й кавалерийский дивизион награждены Почётными революционными Красными Знамёнами ВЦИК.
С 10 декабря командующим Вооружёнными Силами Украины и Крыма назначен М. В. Фрунзе. Вооружённые Силы Украины и Крыма состояли из двух округов — Киевского и Харьковского. 30 декабря Совет Народных Комиссаров СССР (председатель — В. И. Ленин) принял решение сократить Красную армию.

#### 1921 год
К сентябрю, когда в основном завершилась реорганизация войск, в Киевском военном округе было пять дивизий. С сентября 1921 года 25-я стрелковая дивизия имени В. И. Чапаева входила в состав Киевского военного округа (командующий войсками округа Н. Н. Петин).
В 1921 году (осенью) в Вооружённых Силах Украины и Крыма были проведены крупные манёвры войск. Руководил манёврами командующий Вооружёнными Силами Украины и Крыма М. В. Фрунзе. Местом проведения была Подолия, что рядом с румынской границей. Эти мирные манёвры были первыми после окончания гражданской войны в России. В них приняли участие 1-й корпус червонного казачества (командир В. М. Примаков) в составе 1-й Запорожской червонно-казачьей дивизии и 2-й Черниговской червонно-казачьей дивизии, Кавалерийская бригада (командир Г. И. Котовский), 25-я сд имени В. И. Чапаева, 24-я Ульяновская сд, 44-я сд и 45-я сд. Подольские манёвры показали хорошую боевую подготовку участников.

#### 1922 год
21 апреля 1922 года Совет Труда и Обороны принял постановление о слиянии Киевского военного округа (командующий войсками округа И. Э. Якир) и Харьковского военного округа (командующий войсками округа А. И. Корк) в Юго-Западный военный округ. М. Я. Германович был назначен командующим войсками округа. Управление округа должно было находиться в г. Харькове. 25-я стрелковая дивизия вошла в состав Юго-Западного военного округа. 1 мая 1922 года воины дивизии приняли военную присягу. Это торжественное мероприятие проводилось в первый раз после окончания гражданской войны. Командный состав дивизии (командиры отделений, помощники командиров взводов, старшины, командиры взводов, командиры рот, командиры батальонов (дивизионов), командиры полков, начальник дивизии) носил нарукавные знаки различия командного состава РККА. Располагались нарукавные знаки на полях клапанов: у пехоты был цвет — красный, у кавалерии — синий, у артиллерии — чёрный.
27 мая 1922 года Юго-Западный военный округ получил новое название — Украинский военный округ. Дивизия вошла в состав округа.
В 1922 году изменилась организация стрелковой дивизии, количество стрелковых полков в дивизии сокращалось с девяти до трёх. В Украинском военном округе со второй половины 1922 года началось формирование пяти стрелковых корпусов. 25-я стрелковая дивизия вместе с 30-й стрелковой дивизией вошла в состав 7-го стрелкового корпуса, формировавшегося в городе Днепропетровске. Командиром корпуса стал И. И. Гарькавый. 3 июня 1922 года командующий Вооружёнными Силами Украины и Крыма М. В. Фрунзе был назначен командующим войсками Украинского военного округа с сохранением названия своей должности — командующий Вооружёнными Силами Украины и Крыма, а штаб Вооружённых Сил Украины и Крыма переименован в штаб Украинского военного округа.
30 декабря 1922 года советские республики объединились в Союз Советских Социалистических Республик.

### Период после окончания Гражданской войны

#### 1923 год
8 августа декретом ЦИК и СНК СССР в Красной Армии введена территориально-милиционная система организации Вооружённых Сил СССР.

#### 1924 год
В 1924—1925 годах в армии проводилась военная реформа. Весной проведён первый регулярный призыв в армию. Боевая подготовка становилась регулярной. В соответствии с решениями 1-го Всесоюзного артиллерийского совещания (май 1924 года) летом 1924 года в стрелковых дивизиях создаются артиллерийские полки двухдивизионного состава.
7 октября приказом председателя РВС Л. Д. Троцкого стрелковые дивизии переводятся на единую организационную структуру. Каждая из них должна была состоять из трёх стрелковых полков, отдельного кавалерийского эскадрона, лёгкого артиллерийского полка и специальных подразделений. Стрелковый полк должен был состоять их трёх батальонов, батареи полковой артиллерии и обслуживающих подразделений. Численный состав дивизий сокращался в мирное время до 6516 человек, а в военное время — до 12 800 человек. Вместе с тем должна была возрасти техническая оснащённость дивизии. Она должна была иметь на вооружении 54 орудия (вместо 16), 81 ручной пулемёт, 189 станковых пулемётов, 243 гранатомёта. Осенью 1924 года проведён второй регулярный призыв в армию.

#### 1925 год
9 января 1925 года. Переход к территориальной системе военного строительства изменил реорганизацию органов военного управления в городах. На основании постановления ЦИК СССР от 9 января 1925 года губернские военные комиссариаты реорганизуются в территориальные управления — губернские (там, где не было штабов дивизий и корпусов), дивизионные и корпусные (в губерниях, где имелись штабы дивизий и корпусов). Территориальные управления выполняли функции военных отделов губисполкомов, находясь в то же время в подчинении военного командования. В Украинском военном округе было создано пять корпусных территориальных управлений, три дивизионных и территориальное управление Крымской АССР. Управление 7-го стрелкового корпуса являлось корпусным территориальным управлением и выполняло функции губернского военного комиссариата в городе Днепропетровске.
К 1925 году в Украинском военном округе были сформированы новые территориальные стрелковые дивизии. В состав 7-го территориального стрелкового корпуса теперь входили: 25-я территориальная стрелковая дивизия, 30-я Иркутская территориальная стрелковая дивизия имени ВЦИК, 80-я территориальная стрелковая дивизия.

#### 1935 год
17 мая 1935 года народный комиссар обороны СССР издал приказ № 079 по которому Украинский военный округ упразднялся, а вместо него образовывались Киевский военный округ и Харьковский военный округ. 17 мая 1935 года в состав Харьковского военного округа вошли 7-й и 14-й стрелковые корпуса (3-я, 23-я, 25-я, 30-я, 41-я, 75-я и 80-я стрелковые дивизии). 1 июля 1935 года дивизия вошла в состав 14-го стрелкового корпуса (23-я, 25-я и 75-я стрелковые дивизии), управление корпуса располагалось в Харькове. Сама 25-я стрелковая дивизия (территориальная) состояла из 73-го, 74-го, 75-го стрелковых и 25-го артиллерийского полков, с управлением дислоцированным в Полтаве.

#### 1936 год
На 1 января 25-я стрелковая дивизия состояла по штату: территориальная тип «А», с управлением в Полтаве. Командиром дивизии был комбриг Зюк М. О. (до 15 августа 1936 года, репрессирован). Численность личного состава — 1992 человека.

#### 1939 год
25 августа — 1 сентября в ходе реорганизации стрелковых дивизий РККА на базе полков 25-й стрелковой дивизии развёрнуты:
- 116-я стрелковая дивизия;
- 135-я стрелковая дивизия;
- 147-я стрелковая дивизия.

В сентябре дивизия участвовала в польском походе в составе войск Украинского фронта.

#### 1940 год
С апреля 1940 года дивизия дислоцировалась в Запорожье (ОдВО).
В июне — июле 1940 года участвовала в бессарабском походе в составе 55-го стрелкового корпуса 9-й армии Южного фронта.

### Великая Отечественная война

#### 1941 год
В действующей армии с 22 июня 1941 по 30 июля 1942 года.
На 22 июня 1941 года дислоцировалась в Болграде (Кагул, граница с Румынией по реке Прут) и удерживала вверенный рубеж до 18 июля 1941 года, затем была вынуждена отступить за Днестр.
19 августа 1941 года включена в состав Одесского оборонительного района. С окончанием обороны Одессы одной из последних была эвакуирована в Севастополь.
21 — 26 октября совершила марш от Севастополя до села Воронцовка, расположенного в северной части Крыма. К этому времени советские войска в оборонительных боях на Перекопском перешейке потерпели поражение и, под напором превосходящих сил противника, не смогли также удержать рубеж обороны на реке Чатырлык. С боями и большими потерями 25-я стрелковая дивизия отошла через Крымские горы к Алуште, затем к Севастополю.

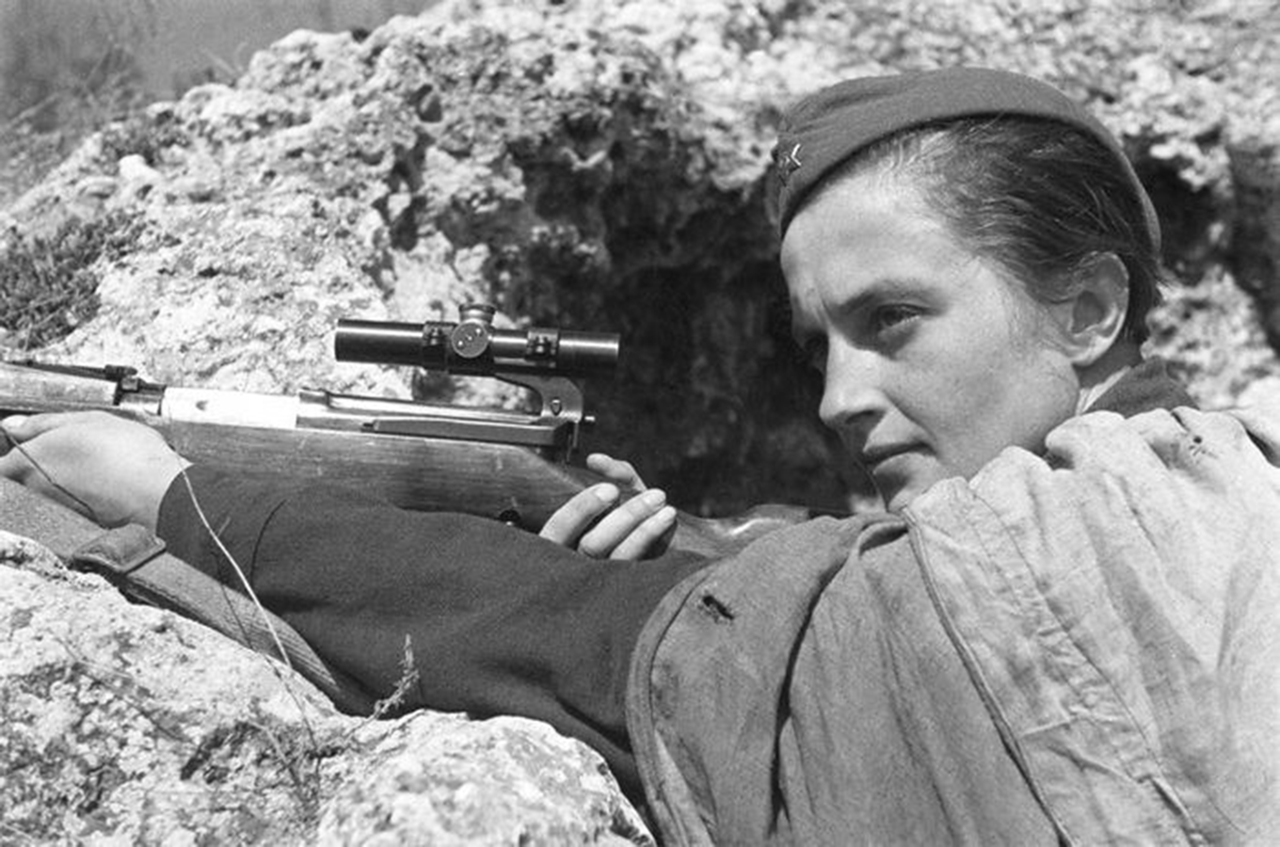
Снайпер 25-й СД Л. М. Павличенко на позиции в Севастополе. Фото И. А. Озёрского

С началом обороны Севастополя занимала рубеж в 3 секторе обороны. Командир дивизии, Коломиец Т. К., выполнял обязанности коменданта 3 сектора. На 25 декабря 1941 года дивизия занимала рубеж от границы слева: западный Инкерманский маяк — деревня Камышлы — Биюк-Отаркой, имея в своём составе 7117 человек, 145 пулемётов, 90 миномётов, 10 152-мм орудий и 122-мм орудий, 18 76-мм орудий, 14 45-мм орудий.

#### 1942 год

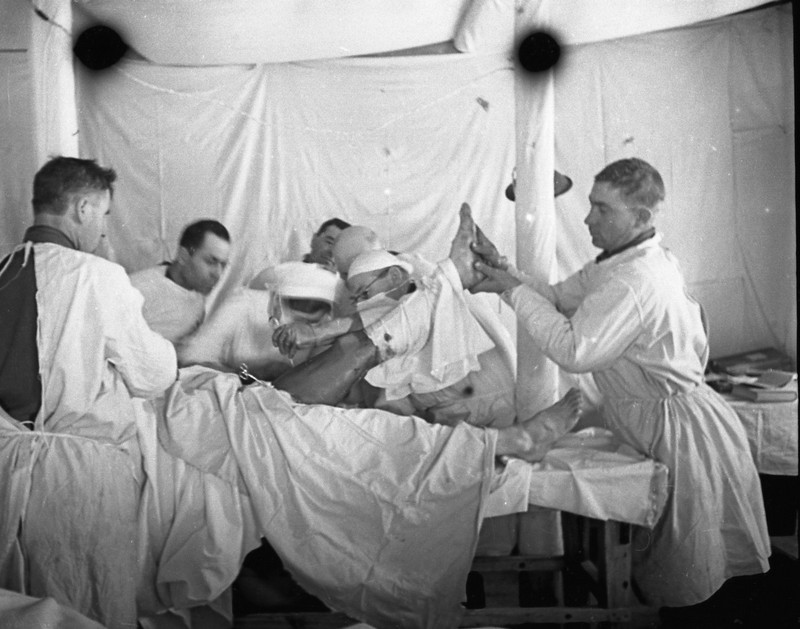
В операционной 47-го медсанбата 25-й стрелковой дивизии. Фото И. А. Озерского

Дивизия обороняла Севастополь до последних трагических дней падения обороны.
Штаб дивизии с мая по середину июня 1942 года находился в искусственных пещерах Свято-Климентовского мужского монастыря. Во внутреннем дворике монастыря находится памятник бойцам 25-й дивизии.

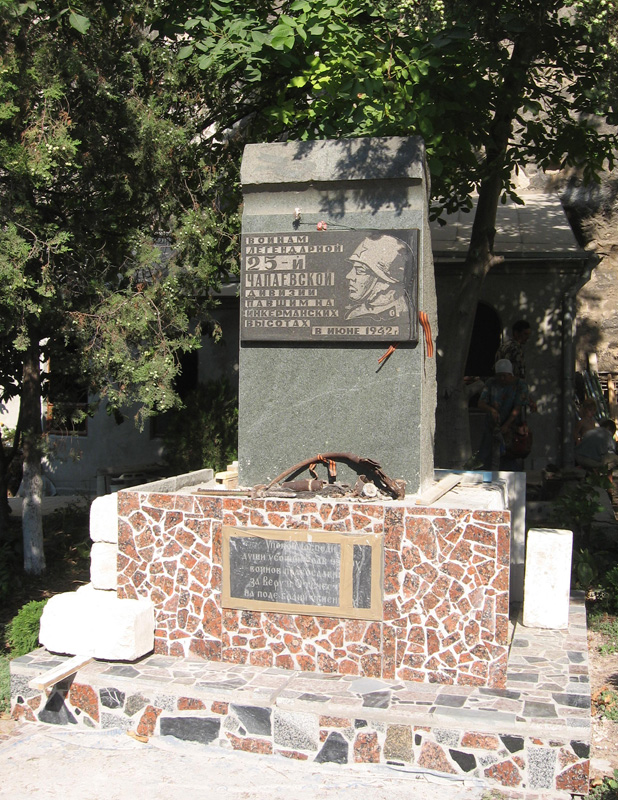
Памятный знак на месте штаба дивизии в 1942 году на территории Инкерманского пещерного монастыря

Погибла в июле 1942 года. Командование эвакуировано 1 июля по воздуху с аэродрома Херсонес. Знамёна дивизии были утоплены в Чёрном море. Официально расформирована 30 июля 1942 года.

#### Подчинение
- 9-я отдельная армия, 14-й стрелковый корпус — на 22.06.1941 года.
- Южный фронт, 9-я армия, 14-й стрелковый корпус — с 25.06.1941 года.
- Южный фронт, Одесский оборонительный район, Приморская армия — с 19.08.1941 года.
- Кавказский фронт, Севастопольский оборонительный район, Приморская армия — с 30.12.1941 года.
- Крымский фронт, Севастопольский оборонительный район, Приморская армия — с 28.01.1942 года.
- Северо-Кавказский фронт, Севастопольский оборонительный район, Приморская армия — на 01.07.1942 года.

#### Состав
- 31-й Пугачёвский имени Фурманова стрелковый полк.
- 54-й имени Степана Разина стрелковый полк, временно (временно с 07.09 до 26.9.1941 г.) поступал в подчинение 421-й стрелковой дивизии.
- 263-й стрелковый полк (12 июля 1941 года убыл в 51 стрелковую дивизию (1-го формирования).
- 225-й Домашкинский имени М. В. Фрунзе стрелковый полк.
- 287-й стрелковый полк (с 16 июля 1941 года).
- 69-й артиллерийский полк.
- 99-й гаубичный артиллерийский полк (до 10 мая 1942 года).
- 164-й отдельный истребительно-противотанковый дивизион.
- 193-я зенитная батарея (323-й отдельный зенитный батальон).
- 756-й миномётный дивизион.
- 80-й отдельный разведывательный батальон (до 5 марта 1942 года).
- 105-й сапёрный батальон.
- 52-й отдельный батальон связи.
- 47-й медико-санитарный батальон.
- 46-я отдельная рота химический защиты.
- 89-й автотранспортный батальон.
- 9-й дивизионный ветеринарный лазарет.
- 89-я (480-я) полевая хлебопекарня.
- 80-я полевая почтовая станция.
- 351-я полевая касса Госбанка.

## Командование

### Командиры (начальники)
- Захаров Сергей Парменович (6.08—29.11.1918)
- Восканов, Гаспар Карапетович (29.11.1918—5.02.1919)
- Захаров Сергей Парменович (5.02.1919—26.02.1919)
- Великанов, Михаил Дмитриевич (26.02—12.03.1919)
- Ф. Луговенко (врид, 12.03—9.04.1919)
- Чапаев, Василий Иванович (9.04.1919—5.09.1919 г., погиб в бою)
- Кутяков, Иван Семёнович (6.09.1919 до 24.09.1919)
- Восканов, Гаспар Карапетович (24.09—8.10.1919)
- Кутяков, Иван Семёнович (8.10.1919—30.06.1920)
- Рязанцев, Алексей Карпович (врид, 30.06—18.07.1920)
- Таль, Борис Маркович (врид, 18.07—4.08.1920)
- Бахтин, Александр Николаевич (4.08.1920 по 24.09.1920)
- Павловский, Василий Игнатьевич (24.09.1920—9.05.1921)
- Стуцка, Кирилл Андреевич (09.05.1921—14.05.1921)
- Зонберг, Жан Фрицевич (08.1922—06.1924) или (хх.07.1921 — 23.05.1923)
- Кутяков, Иван Семёнович (23.05.1924—хх.08.1924)
- Карлсон, Виктор Адольфович
- Замилацкий, Григорий Саввич (08.1924—01.1930)
- Погребной, Василий Семёнович (01.1930—07.1931)
- Курдюмов, Владимир Николаевич (10.07.1931—28.01.1934)
- Бутырский, Василий Петрович (02.1934—05.1935) (арестован, расстрелян 02.10.1938)
- комбриг Трубников, Кузьма Петрович (и.д. 06.1935—04.01.1936 и 08.1936—06.1938) (репрессирован в 1938, освобождён в 1940)[18]
- комбриг Зюк, Михаил Осипович (04.01.1936—15.08.1936) (арестован, расстрелян 20.06.1937)
- комбриг Кислицын, Дмитрий Иванович (02.1939—11.1940)
- генерал-майор Белов, Николай Никанорович (01.1941 — 11.03.1941)
- полковник Захарченко, Афанасий Степанович (14.03.1941—20.08.1941)[19]
- генерал-майор Петров, Иван Ефимович (20.08.1941—05.10.1941)
- генерал-майор Коломиец, Трофим Калинович (05.10.1941—30.07.1942)

### Начальники штаба
- Снежков, Иван Михайлович (1918 — 1919)

### Начальник артиллерии
- Гросман, Фрол Фаликович (22.06.1944 — до конца обороны Севастополя)[20]

## Награды
- 4 октября 1919 года — присвоено имя В. И. Чапаева.
- 29 февраля 1928 года — Почётное Революционное Красное Знамя- награждена постановлением Президиума Центрального Исполнительного Комитета СССР от 29 февраля 1928 года в ознаменование десятилетия РККА и отмечая боевые заслуги на различных фронтах гражданской войны, начиная с 1918—1919 года.[21]
- ??.??.????. — награждена Орденом Красного Знамени.
- 23.февраля 1933 года —  Орден Ленина — награждена постановлением Президиума Центрального Исполнительного Комитета СССР от 23 февраля 1933 года за выдающиеся достижения на хозяйственном фронте — в борьбе за генеральную линию партии и выполнение пятилетки в четыре года .(Орден Ленина № 517 — вручён 7 июня 1933 года — приказ РВС СССР от 22.02.1933 № 336).[22]

## Отличившиеся воины дивизии
- Павличенко, Людмила Михайловна, снайпер 54-го стрелкового полка, лейтенант. Герой Советского Союза. Эвакуирована на Кавказ в июне 1942 года после ранения. Звание присвоено 25.10.1943 года. На боевом счёту Л. М. Павличенко 309 врагов.
- Онилова, Нина Андреевна (04.1921—08.03.1942), командир пулемётного расчёта 54-го стрелкового полка, старший сержант. Герой Советского Союза. Звание присвоено посмертно 14.05.1965 года за отвагу, проявленную в боях в феврале—марте 1942 года.
- Симонок, Владимир Поликарпович, командир миномётной роты 31-го стрелкового полка, младший лейтенант. Звание присвоено 10.02.1942 года.
- Калабалин, Семён Афанасьевич (1927)

## Память
- Дом-музей 25-й Чапаевской дивизии расположен в селе Красный Яр Уфимского района Республики Башкортостан.
- Именем дивизии до 2016 года и с 17 октября 2020 года названа улица в Одессе.
- Именем дивизии названа улица в г. Болграде Одесской области, Украины.
- Братская могила бойцов 25-й Чапаевской дивизии, погибших в борьбе за власть Советов в селе Черебаеве (Черебаевского сельского поселения Старополтавского района Волгоградской области) — памятник истории местного значения.[23]
- Братская могила воинов 25-й чапаевской дивизии. 1967 год. Село Спицевка, Грачёвский район, Ставропольский край.[24]
- Памятник воинам 25-й стрелковой Чапаевской дивизии на территории Свято-Климентовского монастыря в Инкермане.[25]
- В школе № 6 г. Инкерман создан музей 25-й стрелковой дивизии.[25]
- Некоторые исследователи отмечают, что 25-ю стрелковую им. В. И. Чапаева дивизию очень старательно хотели забыть[26]. В академическом издании «СССР в Великой Отечественной войне», где описан каждый день войны, перечислены воинские части, принимавшие участие в сражениях, до отдельных батальонов включительно. Чапаевской дивизии нет, как нет и других частей, оборонявших Севастополь. Персонально генерал Петров упомянут в связи с отходом к Севастополю и назначению его командующим Севастопольским оборонительным районом. О дивизии написано несколько книг. Но в них нет ни слова о Великой Отечественной войне. Вся история Чапаевской дивизии заканчивается в середине тридцатых годов XX века.

## В искусстве
25–я дивизия [Ноты]: (песня): [для голоса с фортепиано: cis¹―fis²] / В. Фризе  / Текст И. Сельвинского. — Л. : Тритон, 1934. — 7 с.

## Известные люди, связанные с дивизией
1. Ермольчик Митрофан Петрович  — c февраля 1926 г. — заместитель начальника политотдела дивизии
2. Кукаркин, Василий Александрович — В 1918-1919 гг. служил начальником пешей разведки во 2-м Николаевском стрелковом полку. Впоследствии, советский военачальник, полковник.
3. Кулагин, Иван Яковлевич — В 1918-1919 гг.  служил бойцом 1-го советского стрелкового полка. Впоследствии, советский военачальник, генерал-майор.
4. Чурмаев, Георгий Иванович — В 1918-1920 гг. служил в дивизии на различных командных должностях.   Впоследствии, советский военачальник, генерал-майор.
5. Бартенев, Иван Яковлевич — В 1919г. С 03.1919 г. командир взвода в 217-й Пугачевском сп.  Впоследствии, советский военачальник, полковник.
6. Белодед, Владимир Исидорович — В 1921-1939 гг. (с перерывом)  служил  командиром взвода  221-го Екатеринбургского стрелкового полка, командиром взвода, адъютантом и пом. начальника штаба по разведке, пом. командира роты, начальником химической службы 75-го стрелкового полка. Впоследствии, советский военачальник, полковник.
7. Белов, Евтихий Емельянович — В 1922-1923 гг.  с 03.1922 по 10.1923 комвзвода 75-го сп Впоследствии, советский военачальник, генерал-лейтенант танковых войск
8. Бондарев, Андрей Леонтьевич — В 1922-1925 гг.  с 12.1922 по 08.1925 проходил службу командиром отделения, пом. командира и командиром взвода в 74-м сп. Впоследствии, советский военачальник, генерал-лейтенант.
9. Погребняк, Маркиан Петрович — В 1924-1925 гг.  служил бойцом 75-го стрелкового полка. Впоследствии, советский военачальник, генерал-майор.  С 1935 г. помощник командира отдельного разведдивизиона
10. Свиридов, Николай Сергеевич —  Краснознамёнец, служил c 1935 г. помощник командира отдельного разведдивизиона. Впоследствии расстрелян в 1938 году.
11. Домрачев, Пётр Николаевич —  В 1926-1935 гг.  служил командиром взвода,  начальником штаба батальона, начальником полковой школы 74-го стрелкового полка, командиром батальона 73-го стрелкового полка. Впоследствии, советский военачальник, полковник.
12. Кирпонос, Михаил Петрович — С 04.1929 по 01.1931 — помощник, затем (до 04.1934) начальник штаба дивизии, генерал-полковник.
13. Щенников, Александр Александрович —  В 1926-1937 гг.  служил командиром взвода, пулеметной роты, пом. командира батальона, начальником полковой школы 73-го стрелкового полка, командиром батальона 73-го стрелкового полка. Впоследствии, советский военачальник, полковник.
14. Петунин, Николай Иванович — В 1929-1936 гг.  служил командиром и политруком роты, начальником штаба батальона 74-го стрелкового полка, командиром батальона,  пом. командира полка по строевой части 73-го стрелкового полка. Впоследствии, советский военачальник, полковник.
15. Швыгин, Илья Иванович — В первой половине 1930-х годов — командир 152-го Красноперекопского полка[27], генерал-майор.
16. Артемьев, Сергей Константинович — В 1937-1938 гг. служил начальником 5-й части штаба дивизии. Впоследствии, советский военачальник, генерал-майор.
17. Ковтун-Станкевич, Андрей Игнатьевич — С февраля 1940 по декабрь 1941 года был пом. начальника (оперативного) отделения штаба дивизии; и.д. начальника разведывательного отделения штаба дивизии; командир 287-го стрелкового полка дивизии; после оставления Одессы и эвакуации в Крым — снова начальник разведывательного отделения штаба дивизии. Впоследствии, советский военачальник, генерал-майор.
18. Коротков, Виктор Васильевич (1924—1931) командир взвода, роты, полковой школы. Впоследствии, советский военачальник, генерал-майор танковых войск[28].
19. Полятков, Николай Дмитриевич  — В 1940-1941 гг.  служил командиром 104-го стрелкового полка в городе Полтава. Впоследствии, советский военачальник, полковник.
20. Горшков, Сергей Ильич — c ноября 1922 по апрель 1926 года служил на должности командира взвода в 73-м стрелковом полку и отдельном кавалерийском эскадроне. Впоследствии — генерал-лейтенант (13.09.1944), участник Великой Отечественной войны.